# Jean de Bretagne (comte de Richmond)
Pour les articles homonymes, voir Jean de Bretagne.
Titre
Comte de Richmond
15 octobre 1306 – 17 janvier 1334
(27 ans, 3 mois et 2 jours)
Jean de Bretagne (v. 1266 – 17 janvier 1334), comte de Richmond, est un noble anglo-breton. Issu de la maison de Dreux par son père, le duc Jean II de Bretagne, Jean entame une longue carrière au service de l'Angleterre, terre natale de sa mère, Béatrice d'Angleterre. Il est un personnage important des règnes de son oncle Édouard Ier et de son cousin Édouard II. Bénéficiant de la confiance absolue de son oncle, Jean de Bretagne est nommé en 1305 gardien de l'Écosse par Édouard Ier, dans le contexte de l'occupation de ce royaume par son voisin anglais. L'année suivante, il reçoit le titre, auparavant détenu par son père, de comte de Richmond. En 1310, il figure parmi les vingt-et-un Seigneurs Ordonnateurs chargés de limiter les pouvoirs de son cousin Édouard II.
Jean de Bretagne sert l'Angleterre essentiellement en tant que militaire et diplomate, mais n'a que peu d'influence politique par rapport aux autres pairs anglais de l'époque. Considéré comme un ambassadeur habile, il est missionné à plusieurs reprises par Édouard Ier et Édouard II pour son talent pendant les négociations. Jean n'a jamais été marié et, à sa mort, son titre et ses possessions reviennent à son neveu, le duc Jean III de Bretagne. Bien qu'il ait été globalement loyal envers son cousin Édouard II lors des rébellions baronniales qui secouent son règne, il finit par soutenir la révolte de la reine Isabelle et de Roger Mortimer. Après qu'Édouard II eut abdiqué en faveur de son fils, Édouard III, Jean se retire dans ses domaines français et meurt en Bretagne en 1334, sans descendance connue.

## Biographie

### Origines, jeunesse et lieutenance en Guyenne
Jean de Bretagne est le fils cadet du duc Jean II de Bretagne et de son épouse Béatrice d'Angleterre, seconde fille du roi Henri III d'Angleterre et d'Éléonore de Provence. Le duc Jean II, bien qu'étant comte de Richmond et de fait pair d'Angleterre, n'est guère impliqué dans les affaires politiques anglaises et se préoccupe davantage de son propre duché. Le jeune Jean de Bretagne naît probablement en 1266, et est envoyé dès son jeune âge en Angleterre à la cour de son oncle maternel, le roi Édouard Ier. Il est éduqué aux côtés de son cousin Henri, le fils et héritier d'Édouard Ier qui meurt prématurément en octobre 1274,. Lorsqu'il atteint l'âge adulte, Jean participe à de nombreux tournois mais ne se distingue pas encore en tant que commandant militaire. Jean de Bretagne demeure au service de la couronne anglaise pendant le règne de son oncle, dont il reçoit plusieurs commandements militaires en Guyenne et en Écosse. L'historien breton Arthur de La Borderie note même de manière abusive : « En bataillant rudement contre l'Écosse, mais jamais contre la France ». Les services que Jean assure par la suite auprès de l'Angleterre sont principalement administratifs et diplomatiques. Bien que les historiens modernes aient tendance à le juger sévèrement, il acquiert très tôt auprès de ses contemporains la réputation d'un médiateur digne de confiance. Son habileté diplomatique est ainsi révélée lors des négociations entre le comte Roger-Bernard III de Foix et le roi Sanche IV de Castille pendant l'essentiel de l'hiver 1294 et 1295.
La guerre entre le royaume de France et celui d'Angleterre éclate le 19 mai 1294 par la confiscation du duché de Guyenne par le roi de France Philippe IV le Bel. La situation du duc Jean II, vassal des rois de France et d'Angleterre par ses titres de duc de Bretagne et de comte de Richmond, est délicate, notamment parce qu'il a quelques velléités d'alliance avec son beau-frère Édouard Ier. Le roi d'Angleterre nomme en effet en octobre 1294 son fils Jean de Bretagne « lieutenant royal en Guyenne ». Ce dernier débarque dans la Gironde avec l'armée anglaise comme second du commandant John de St. John. Après quelques succès ponctuels comme la prise de Blaye et de Saint-Sever, ses troupes échouent devant Bordeaux. L'armée de Jean doit se retirer à Pâques 1295 à Rions, près de Cadillac, devant l'avancée des Français commandés par Charles de Valois et Robert II d'Artois. L'armée de renfort anglaise commandée par le comte de Lincoln est à son tour défaite lors de la bataille de Bonnegarde en janvier 1297. Le duc Jean II de Bretagne, créé pair de France en septembre 1297 par Philippe le Bel, se retire de l'alliance avec Édouard Ier, ce qui lui vaut la confiscation provisoire du comté de Richmond par le roi d'Angleterre. Toutefois, malgré l'échec de l'entreprise et la dérobade de son beau-frère, le roi Édouard Ier maintient sa confiance en son neveu lorsque celui-ci rentre en Angleterre à la fin de 1297.

### Campagnes d'Écosse auprès d'ÉdouardIer
Après son retour en Angleterre, Jean de Bretagne s'implique dans le conflit militaire avec l'Écosse, qui a débuté dès mars 1296. Il est présent à la bataille de Falkirk le 22 juillet 1298, lors de laquelle son oncle obtient une victoire décisive face à William Wallace, chef des insurgés écossais. En août 1299, Jean reçoit une gratification de 1,000 livres de la part de son oncle, sans doute pour sa participation à cet engagement. Le 10 juillet 1300, il prend part au long siège du château de Caerlaverock, situé dans le Galloway. Au cours de l'année 1303, Édouard Ier entame une énième campagne victorieuse en Écosse qui se termine par la soumission le 9 février 1304 des principaux nobles écossais. La capture et l'exécution de William Wallace en août 1305, dernière figure de la résistance écossaise aux Anglais, conduit à une stabilité temporaire en Écosse, qui permet au roi d'Angleterre de renforcer sa mainmise sur le trône d'Écosse. L'importance que prend Jean de Bretagne lors de ces campagnes se manifeste dans les armoriaux que diffuse le roi après ses victoires : dans celui de Falkirk, son blason figure juste après ceux des fils du comte de Lancastre (frère cadet du roi), tandis que dans celui de Caerlaverock, il se trouve immédiatement après celui du roi Édouard. Cette proximité entre le roi et son neveu reflète la confiance absolue qu'a Édouard en son neveu, qu'il semble avoir considéré comme son fils. L'affection que porte Édouard Ier envers Jean de Bretagne transparaît également dans la convocation qu'il lui adresse pour assister au Parlement d'Angleterre par lettre du 24 mai 1305, sous le titre de « Messire de Bretagne » (en anglais : Lord Brittany).

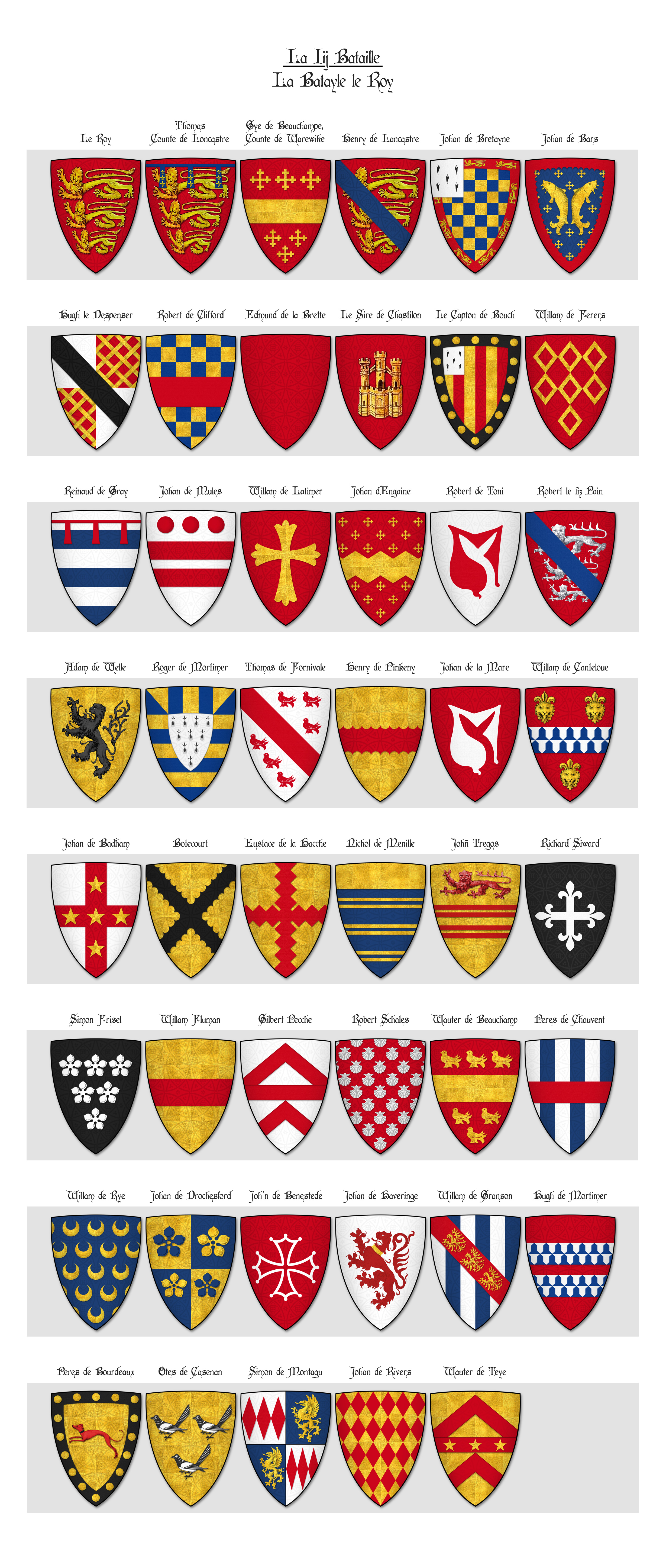
Troisième panneau de l'armorial de Falkirk. Le blason de Jean de Bretagne est le cinquième sur la première ligne.

Édouard, contrairement à son attitude en juillet 1296 lorsqu'il s'était saisi du trône d'Écosse, décide de contrôler le pays par le biais d'institutions relativement autonomes. Une ordonnance du Parlement anglais du 15 septembre 1305 institue un gouvernement pour le « Pays d'Écosse ». Le 15 octobre 1305, Édouard Ier nomme son neveu Jean de Bretagne « Gardien de l'Écosse ». Des zones d'administration anglaise et écossaise sont instituées dans les quatre principales régions du pays : le Lothian, le Galloway, la région entre le Firth of Forth et les Monts Grampians et enfin la région au-delà des Monts Grampians. Les shérifs nommés pour ces régions sont pour la plupart des Écossais qui ont rendu hommage à Édouard Ier en 1304. Toutefois, les régions militairement sensibles du Sud-Est et qui comprennent des villes importantes, telles Édimbourg, Linlithgow, Haddington ou Peebles, sont entre les mains d'Anglais. Les forteresses de Roxburgh et Jedburgh sont quant à elles sous le contrôle direct de Jean de Bretagne. Les quelques châteaux d'importance difficilement contrôlables sont confiés à des Écossais qui se sont distingués par leur fidélité sans faille aux Anglais : Stirling est gardé par William Bisset et Dumbarton par John de Menteith. Par ailleurs, un conseil composé de vingt nobles, de quatre évêques, de cinq comtes et de neuf barons est nommé afin d'assister et de conseiller le Gardien du royaume. Enfin, Jean de Bretagne tient également un Parlement à Scone, où les principales réformes réalisées concernent la législation.

### Élévation au sein de la pairie anglaise
Par lettre datée du 1er mai 1304, le roi d'Angleterre rend le comté de Richmond à Jean II de Bretagne. Après la mort accidentelle du duc à Lyon le 18 novembre 1305, l'investiture du comté de Richmond est transférée le 15 octobre 1306 à son second fils et homonyme Jean de Bretagne, qui est préféré à son frère aîné, le duc Arthur II. Ce geste de la part du roi Édouard témoigne de la forte estime qu'il a pour son neveu et permet à Jean de Bretagne de se hisser parmi les pairs les plus importants du royaume d'Angleterre. En contrepartie de ce don, le roi impose à son neveu l'honneur de Richmond, auquel est rattaché le comté, qui oblige le feudataire à fournir 60 chevaliers pour le service de l'ost royal et est remarquable par sa taille imposante (il comprend 200 seigneuries) et par la continuité territoriale de ses terres du Yorkshire. Le centre de commandement de cet honneur est situé au château de Richmond. Désormais solidement implanté en Angleterre, le comte de Richmond s'implique davantage dans les affaires gouvernementales, bien que son rôle se limite essentiellement à la diplomatie. Ainsi, en mars 1307, il participe aux préparatifs du voyage en France du prince héritier Édouard, en prévision des négociations du mariage de ce dernier avec la princesse Isabelle de France, fille de Philippe IV le Bel. La mort d'Édouard Ier en juillet 1307 conduit à l'avènement de son fils Édouard II. Au début du règne de son cousin, Jean de Bretagne tente de maintenir tant bien que mal une certaine concorde entre le nouveau roi et les barons qui critiquent sa façon de gouverner. De plus, les connexions du comte de Richmond avec la France permettent au roi d'Angleterre de parvenir à s'entendre tant bien que mal avec son puissant voisin.
Richmond doit désormais faire face aux tensions internes qui règnent en Angleterre, particulièrement à cause du caractère frivole du nouveau roi et des faveurs qu'il accorde à son favori Pierre Gaveston. Sans doute l'un des comtes les plus âgés du royaume au début du règne d'Édouard II, son avis est souvent respecté par le reste des pairs. En mars 1309, Richmond codirige au nom du roi une ambassade avec l'évêque de Norwich auprès du pape Clément V afin de négocier le retour en Angleterre de Gaveston, exilé l'année précédente sur ordre des barons. Contrairement aux autres barons d'Angleterre, Jean ne semble pas avoir tenu rancune au favori pour son insolence et sa démesure. Au début de 1310, les relations entre le roi et ses vassaux s'aggravent au point que ces derniers prennent contrôle du gouvernement. Excédés par l'influence de Gaveston et la corruption de l'administration royale qui lui est totalement acquise, plusieurs barons désobéissent aux ordres du roi et entrent en armes au Parlement afin d'exiger du roi qu'il accepte une série de réformes visant à limiter ses pouvoirs ainsi que les abus de Gaveston. Le 16 mars 1310, le roi consent à la nomination de vingt-et-un Seigneurs Ordonnateurs, chargés de réformer le gouvernement du roi et de contrôler sa maison. Jean de Bretagne, en tant que comte anglais, fait partie de ce comité. Il est toutefois considéré comme membre de la faction fidèle au roi. Jean s'abstient de jouer un quelconque rôle dans les tensions suivant la dissolution du comité des Ordonnateurs par le roi. Il assiste ensuite au nouvel exil de Gaveston, à son retour illégal, puis à son exécution par le nouveau comte de Lancastre, lui-même cousin du roi, en juin 1312. Il incombe alors à Richmond, ainsi qu'aux comtes de Pembroke et de Gloucester, d'obtenir en décembre 1312 une offre de pardon du roi aux responsables de la mort du favori.

### Soutien militaire et diplomatique àÉdouardII

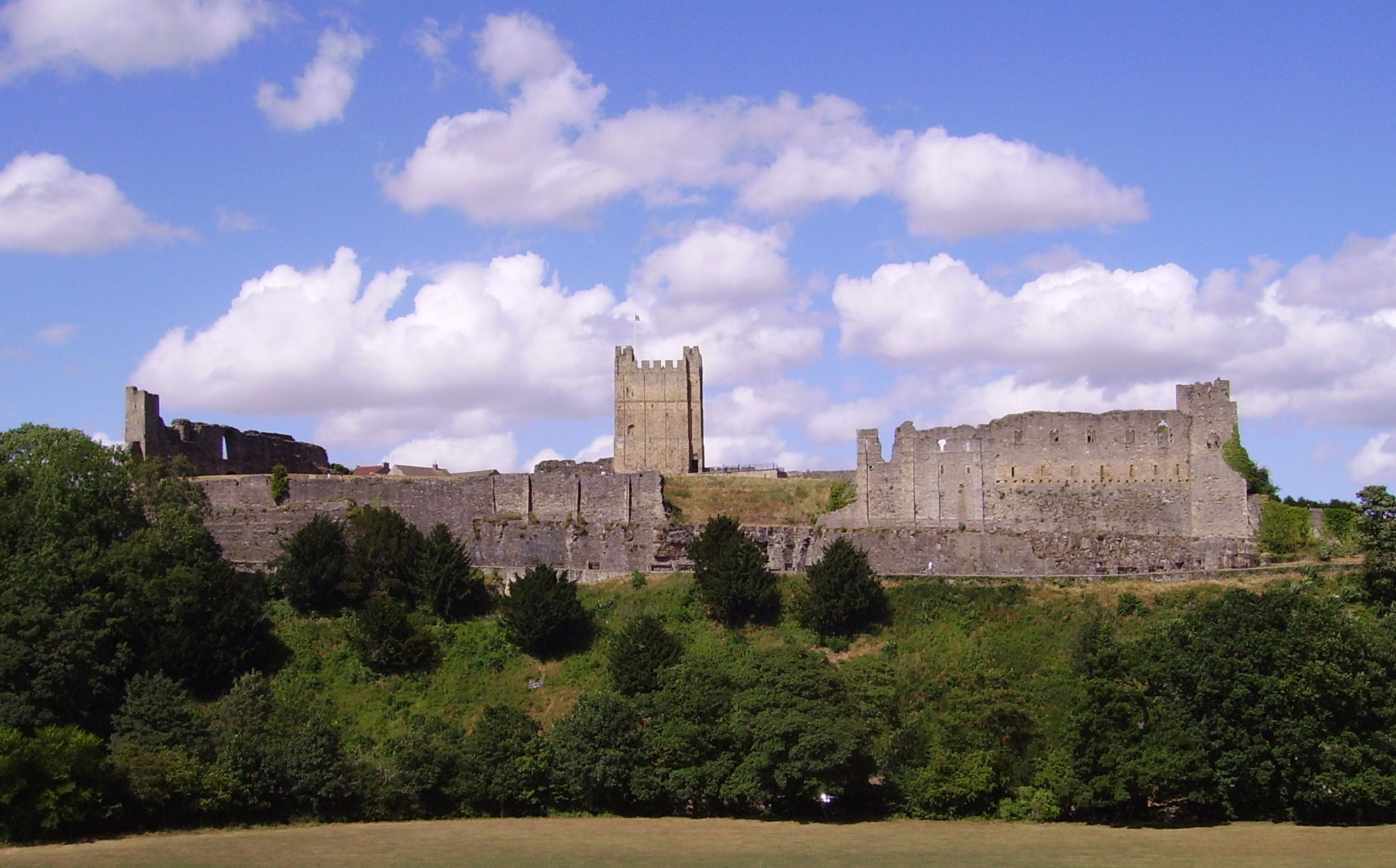
Le château de Richmond, siège des comtes de Richmond.

Peu après son accession au trône, Édouard II a confirmé son cousin dans ses fonctions en Écosse le 13 septembre 1307. Toutefois, la révolte de Robert Bruce, qui s'est fait couronner roi d'Écosse à Scone le 25 mars 1306, prend de l'ampleur après le décès d'Édouard Ier. Bruce profite du désintérêt initial d'Édouard II pour l'Écosse pour entreprendre la reconquête méthodique de son royaume à l'automne 1307 et mettre fin à la lieutenance de Jean de Bretagne. Ce dernier se voit dès le mois de janvier 1308 incapable d'exercer ses fonctions et le roi lui retire son poste. Le roi, après s'être provisoirement réconcilié en octobre 1313 avec les barons qui ont assassiné Pierre Gaveston, décide de partir en campagne militaire contre Robert Bruce mais son armée subit une défaite cinglante à la bataille de Bannockburn en juin 1314. Le comte de Richmond est alors missionné par Édouard pour négocier des trêves temporaires avec Bruce. En février 1321, Jean de Bretagne se rend en Écosse afin de prolonger la trêve qui existe entre les deux royaumes depuis décembre 1319,. Cependant, le comte de Richmond se distingue davantage en prenant la tête des délégations anglaises qui se rendent en France, où la question de la Guyenne est encore épineuse entre les deux royaumes. Ainsi, il passe l'essentiel de l'année 1311 en France, afin de renégocier les accords de paix concernant la Guyenne, tandis que les tensions au sujet de Gaveston sont alors à leur acmé. En mai 1313, Jean de Bretagne traverse la Manche avec Édouard II et son épouse Isabelle de France et apprécie l'hospitalité de la cour royale de Philippe le Bel. Il retourne ouvrir le Parlement en juillet dans l'attente de l'arrivée du roi. Jean de Bretagne accompagne une nouvelle fois le roi et la reine en France en juin 1320, lorsqu'Édouard rend l'hommage pour ses possessions continentales au roi Philippe V le Long.
Richmond reste proche d'Édouard II au cours des années qui suivent la déroute de Bannockburn, très difficiles pour le roi qui est en échec face aux Écossais et doit tolérer l'influence du comte de Lancastre sur le gouvernement. Il est employé dans des tentatives de conciliations, notamment lors de l'ouverture du Parlement de Lincoln en janvier 1316 où il est nommé à des commissions de réforme. Il est désigné comme garant du traité de Leake en août 1318, qui assure la réconciliation du roi avec le comte de Lancastre et restaure l'essentiel des prérogatives que le roi possédait avant la nomination des Ordonnateurs en 1310. Pourtant, Richmond est parmi ceux qui insistent en août 1321 devant le Parlement pour exiler le nouveau favori du roi, Hugues le Despenser, mais il est probable qu'il ait agi ainsi comme le reste des modérés présents, par crainte de l'agressivité des barons rebelles qui ont pris les armes en mai de la même année et ont menacé de déposer le roi s'il n'obtempérait pas face à leurs demandes. Jean de Bretagne rallie son cousin en octobre suivant, lorsque le roi fait appel à lui et au comte de Pembroke pour assiéger les forces de Bartholomew de Badlesmere dans le château de Leeds qui ont attaqué la suite de la reine Isabelle. Ce soutien précipite l'éclatement de la coalition des barons et donne l'occasion au roi de prendre sa revanche face aux partisans du comte de Lancastre. Richmond, comme les autres barons modérés qui ont rejoint le roi, consent au rappel d'Hugues le Despenser en décembre 1321. Peu après, il suit Édouard II lors de sa campagne contre Lancastre, qui a rassemblé des troupes à la suite du rappel de Despenser. En janvier 1322, Jean de Bretagne est envoyé auprès du rebelle Roger Mortimer pour obtenir sa reddition en échange de sa vie sauve. Au mois de mars suivant, Lancastre est vaincu à la bataille de Boroughbridge et est capturé. Le comte de Richmond, comme les autres comtes présents aux côtés du roi, est témoin du procès de Lancastre qui est condamné à mort et exécuté au château de Pontefract le 22 mars,. Édouard II a dès lors éradiqué l'ensemble de l'opposition baronniale.

### Ultime campagne écossaise, retour en France et mort
En août et septembre 1322, Édouard II mène sans succès son ultime campagne contre l'Écosse, qui échoue car les Écossais brûlent pendant leur retraite les vivres dont pourraient se saisir les Anglais. Robert Bruce prend lui-même la tête d'une contre-offensive de représailles dans le nord de l'Angleterre : il traverse le Solway Firth et se dirige vers le Yorkshire. La rapidité de l'avancée écossaise prend de court le roi, qui séjourne à l'abbaye de Rievaulx avec son épouse Isabelle. Surpris au mois d'octobre par son adversaire, Édouard ordonne à l'armée commandée par son cousin de Richmond d'occuper une position située à Scawton Moor, entre Rievaulx et l'abbaye de Byland. Pour déloger Jean de Bretagne de sa position stratégique en hauteur, Bruce utilise la même tactique que celle qu'il avait utilisée lors de la bataille de la passe de Brander en 1308. Alors que le comte de Moray et le seigneur de Douglas chargent vers la colline, une partie des hommes sous les ordres de Bruce contourne le flanc anglais et pénètre dans l'arrière-garde de Jean de Bretagne. La résistance anglaise s'effondre rapidement entre ces deux attaques. Jean est capturé par le roi des Écossais, tout comme le bouteiller de France Henri de Sully et Ralph de Cobham, réputé être le « meilleur chevalier en Angleterre ». Il s'agit de la défaite la plus retentissante face aux Écossais depuis Bannockburn, notamment parce que le roi d'Angleterre a dû abandonner en précipitation son Trésor, son Grand sceau et même son épouse Isabelle qui ne doit son salut que par une fuite hâtive par la mer en direction du Sud. Moqué par Robert Bruce pour sa supposée lâcheté, le comte de Richmond demeure en captivité en Écosse jusqu'en juin 1324, date à laquelle il est libéré contre une rançon de 14,000 marcs. Peu de temps après sa libération, Richmond effectue une nouvelle ambassade en France en novembre 1324, afin de négocier l'extension de la trêve faisant suite à la guerre de Saint-Sardos et à l'occupation de la Guyenne par les Français. Il visite l'Écosse en février 1325 afin de confirmer la trêve durable instaurée en mai 1323 puis revient en France le mois suivant. 
Après son retour en France, Jean de Bretagne est alors pour la première fois ouvertement dans l'opposition au roi et à Despenser. Il retrouve à Paris le cercle d'opposition à Édouard II formé par son épouse Isabelle qui, humiliée par Despenser, a saisi l'occasion de mener une ambassade en France pour échapper au régime despotique de son époux. Malgré les injonctions du roi qui lui ordonne de retourner en Angleterre, Jean refuse et voit en mars 1326 ses terres confisquées par la couronne, comme tous ceux qui soutiennent l'opposition de la reine Isabelle et de son amant, Roger Mortimer. Peu après, Richmond se rend en Guyenne occupée par les Français comme lieutenant du jeune prince Édouard, fils d'Édouard II et d'Isabelle qui séjourne à Paris avec sa mère. Après la prise du pouvoir en Angleterre par la reine Isabelle et son amant Mortimer à l'automne 1326, les terres du comte de Richmond lui sont restituées le jour de Noël 1326. Édouard II est déposé en janvier 1327 en faveur de son fils aîné et Richmond, au vu de son âge, décide de rester en Bretagne à la suite de l'avènement d'Édouard III. La situation familiale de Jean de Bretagne est imprécise mais il est fort possible qu'il soit mort célibataire et sans descendance légitime. Pourtant, selon certaines sources, il aurait eu d'une épouse anonyme une fille prénommée Isabelle, épouse du sire de Stapleton. Toutefois, il est très probable qu'il n'ait eu aucun descendant puisqu'en novembre 1333, après avoir obtenu l'autorisation d'Édouard III en mai 1331, il cherche à céder son comté à sa nièce Marie de Châtillon-Saint-Pol, veuve du comte de Pembroke,. Le comte de Richmond meurt à Nantes le 17 janvier 1334 et est inhumé dans le couvent des Cordeliers de Nantes,,. À sa mort, le comté de Richmond revient à son neveu, le duc Jean III de Bretagne. Ce dernier prête serment de fidélité au roi Édouard III entre les mains de l'archevêque de Cantorbéry le 8 mai 1334 et est mis en possession du fief par le roi d'Angleterre le 24 du même mois,.

### Citations originales
1. ↑  « Son nevou Johan de Bretaigne, Por ce ke plus esr de li près, Soi je plus tost nomer après. Si le avoit-il ben deservi, Cum cil ki son oncle ot servi, De se enfance peniblement, E deguerpi outréement Son pere e son autre lignage, Por demourer de son maisnage, Kant li Rois ot bosoign de gens, Baniere avoit cointe e parée, De or e de asur eschequeré, A rouge ourle o jaunes lupars, De ermine estoit la quart pars. »